# 102e division d'infanterie (États-Unis)
Pour les articles homonymes, voir 102e division.
La 102e division d'infanterie (102nd Infantry Division) est une division d'infanterie de l'US Army, créée à l'occasion de la Seconde Guerre mondiale et qui est actuellement une unité de formation.
Elle est activée le 15 septembre 1942 à Camp Maxey dans le Texas. Après une période d'entraînement, elle arrive à Cherbourg le 23 septembre 1944. Elle est engagée au combat à partir de la fin du mois d'octobre dans la région de Wurm et elle progresse jusqu'aux cités de Flossdorf et Linnich.
Le 23 février 1945, elle prend part à l'opération Grenade avec pour objectif de franchir la Roer. Cette opération engage l'ensemble de la 9e armée et le 13e Corps d'armée, auquel la 102e division appartient, occupe la partie centrale du dispositif d'attaque. Dès le premier jour, elle parvient à établir une solide tête de pont et elle continue d'avancer régulièrement les jours suivants. Lors de sa progression, elle prend notamment Krefeld le 3 mars avant d'atteindre le Rhin, où elle adopte une posture défensive dans la région d'Homburg.
Elle franchit le fleuve le 9 avril et sa progression est ralentie par la résistance allemande, particulièrement forte. Après la prise d'Hessisch Oldendorf le 12 avril, elle accélère son avancée jusqu'à l'Elbe, prenant Breitenfeld le 15 avril. Après leur découverte du massacre dans la grange d'Isenschnibbe à Gardelegen le 15 avril la division s'est alors profondément avancée dans le territoire allemand et reçoit l'ordre de stopper son avance. Le 3 mai, les éléments avancés de la division font leur jonction avec les soldats soviétiques de la 156e division de l'Armée rouge, à l'extérieur de Berlin.
Elle est démobilisée en 1946, après la fin de la guerre mais reformée dès l'année suivante. Depuis, elle constitue une formation d'entraînement au sein de l'Armée de réserve des États-Unis.